# Gabriel Macht
Gabriel Swann Macht (ur. 22 stycznia 1972 w Nowym Jorku) – amerykański aktor i producent filmowy, znany z roli Harveya Spectera w serialu W garniturach.

## Życiorys

### Wczesne lata
Urodził się w Bronxie w Nowym Jorku jako syn aktora Stephena Machta i Suzanne Victorii Pulier. Wychowywał się z trójką rodzeństwa: braćmi - Jesse i Ari'm oraz siostrą Julie. W 1977 roku wraz z rodziną przeprowadził się do stanu Kalifornia. 

### Kariera
W wieku ośmiu lat pod pseudonimem artystycznym Gabriel Swann wystąpił na dużym ekranie u boku Treata Williamsa w komedii Dlaczego byłbym kłamał? (Why Would I Lie?, 1980) w roli Jorge’a, za którą zdobył nominację do nagrody Young Artist Award. W 1990 roku ukończył Beverly Hills High School, a w 1994 roku ukończył szkołę dramatyczną przy Carnegie Mellon College of Fine Arts w Pittsburghu, w stanie Pensylwania. Wziął udział w przedstawieniu szkolnym The Music Man z Monica Lewinsky.
Pojawił się w operze mydlanej dla młodzieży Spelling Television Beverly Hills, 90210 (1991) jako Tal Weaver, telewizyjnym dramacie przygodowym Hallmark Z biegiem rzeki (Follow the River, 1995) z Sheryl Lee i Ellen Burstyn, sitcomie ABC Spin City (1997) u boku Michaela J. Foxa, serialu HBO Seks w wielkim mieście (Sex and the City, 1998) z Sarah Jessicą Parker, serialu fantastycznonaukowym NBC Na granicy światów (The Others, 2000) w roli doktora Marka Gabriela oraz dramacie biograficznym ABC Historia Audrey Hepburn (The Audrey Hepburn Story, 2000) z Jennifer Love Hewitt jako William Holden.
Na dużym ekranie zagrał w komedii Przygody Sebastiana Cole (The Adventures of Sebastian Cole, 1998) u boku Adriana Greniera, westernie Bandyci (American Outlaws, 2001) z Kathy Bates, Timothy Daltonem, Colinem Farrellem i Terrym O’Quinnem, filmie sensacyjno-wojennym Za linią wroga (Behind Enemy Lines, 2001) u boku Gene’a Hackmana i Owena Wilsona, thrillerze Rekrut (The Recruit, 2003) z Colinem Farrellem i Alem Pacino, dreszczowcu Roberta De Niro Dobry agent (The Good Shepherd, 2006) u boku Aleca Baldwina, Angeliny Jolie i Matta Damona oraz komedii romantycznej A właśnie, że tak! (Because I Said So, 2007) z Lauren Graham, Stephenem Collinsem i Diane Keaton.
Trafił też na off-Broadway jako Elvis Presley w komedii Steve’a Martina Picasso at the Lapin Agile.
W latach 2011–2019 odgrywał rolę główną Harveya Spectera w serialu W garniaturach, która przyniosła mu ogromną popularność. Od zakończenia ostatniego sezonu w 2019, nie pojawił się więcej na ekranie, z wyłączeniem udziału w jednym odcinku serialu Pearson, będącego spin-offem W garniturach (stan na sierpień 2023).

## Życie prywatne
W dniu 29 grudnia 2004 roku poślubił modelkę i aktorkę Jacindę Barrett. Mają dwoje dzieci: córkę Satine Anais Geraldine (ur. 20 sierpnia 2007 roku w Los Angeles) i syna Luca (ur. 26 lutego 2014).

## Filmografia

### Filmy fabularne
- 1980: Dlaczego byłbym kłamał? (Why Would I Lie?) jako Jorge
- 1995: Z biegiem rzeki (Follow the River, TV) jako Johnny Draper
- 1998: Moja miłość (The Object of My Affection) jako Steve Casillo
- 1998: Przygody Sebastiana Cole (The Adventures of Sebastian Cole) jako Troy
- 1999: Nieodparty urok (Simply Irresistible) jako Charlie
- 2000: Historia Audrey Hepburn (The Audrey Hepburn Story, TV) jako William Holden
- 2001: Bandyci (American Outlaws) jako Frank James
- 2001: Za linią wroga (Behind Enemy Lines) lotnik okrętowy porucznik Jeremy Stackhouse
- 2002: Bad Company: Czeski łącznik jako oficer Seale
- 2003: Rekrut (The Recruit) jako Zack
- 2004: Lokatorka (A Love Song for Bobby Long) jako Lawson Pines
- 2006: Dobry agent (The Good Shepherd) jako John Russell Jr.
- 2007: A właśnie, że tak! (Because I Said So) jako Johnny Dresden
- 2008: Spirit – duch miasta jako Denny Colt/The Spirit
- 2009: Zamieć (Whiteout) jako Robert Pryce
- 2010: Miłość i inne używki (Love and Other Drugs) jako Trey Hannigan
- 2011: S.W.A.T.: Miasto w ogniu (S.W.A.T.: Firefight) jako Paul Cutler
- 2013: Breaking at the Edge jako detektyw Williams[10]

### Seriale TV
- 1991: Beverly Hills, 90210 jako Tal Weaver
- 1997: Spin City jako nagi chłopak
- 1998: Seks w wielkim mieście (Sex and the City) jako Barkley
- 2000: Na granicy światów (The Others) jako dr Mark Gabriel
- 2005: Wzór (Numb3rs) jako Don Emrick
- 2011–2019: W garniturach (Suits) jako Harvey Specter
- 2019: Pearson jako Harvey Specter